# Neoneo Mix Zone
neoneo Music Zone（ネオネオ・ミュージック・ゾーン）は、Radio NEOで放送されていたラジオ番組。番組名は2017年10月までは「neoneo Mix Zone」（ネオネオ・ミックス・ゾーン）だった。

## 概要
Radio NEOへの改称前に放送されていた「 60☆758 -InterFM Music Mix-」、改称後の「NEO Musical Express」に続くフィラー番組。2016年10月の放送開始から2017年10月の放送終了（以下「第1シーズン」）までの1年間、時間を移動しながら放送が行われていたが、2017年11月に行われたInterFM897の大型改編と同時に予告も無く放送が終了した。その5ヶ月後の2018年4月より放送が再開（以下「第2シーズン」）、それと同時に番組名が「neoneo Music Zone」へと変更された。
第1シーズン放送時の番組名は「neoneo Mix Zone」であったが、ジングルでは現在の番組名である「neoneo Music Zone」と発音しているものが使用されており、番組名とジングルが矛盾している状態が第1シーズン終了時まで続いていた。そのため、第2シーズンでようやく統一されたとも言える。
2016年10月の番組開始当初はアニメ、アイドル、ボーカロイド、ゲームなどのサブカルチャー関連の楽曲のみ選曲となっており、番組冒頭のジングル内では前述のジャンルが読み上げられるなどアピールが強い様子が見受けられた。しかし、2017年の半ば頃からは徐々に洋楽や邦楽の選曲が増え始め、場合によっては時間の大半流している回もあり、その状態は同年10月の番組終了まで続いていた。その後、2018年4月の改編で各フィラー番組の選曲が明確化され、当番組では選曲が邦楽のみとなり、サブカルチャー関連は「おたふねお。」が引き継ぎ、洋楽は「NEO Musical Express」のみへと変更された。
また、2018年4月の放送再開後からは上記にもある選曲ジャンルの変更に加えて、オープニングがリニューアルされた他、番組冒頭・終盤でデラスキッパーズの町田康介によるナレーションが挿入されるようになった。それ以外にも、平日の大半の放送ではゲストが登場する様になり、ゲスト枠も30分程度から40分程度に拡大された。そのため、現状ではメインがゲスト枠、本来のMix枠がサブ枠という状態になっており、開始当初の原型はほぼ残っていない。
番組開始当初は平日（月曜 - 木曜）の深夜枠に放送されていたが、基本的にはフィラー番組であるため、Radio NEOおよびキー局（2016年11月30日までは親局）であるInterFM897の番組編成などで放送時間が変動・追加していた。
番組開始から翌月11月までは、後述にある『Music Mix』の深夜枠を全て差し替える形で放送を行っていたが、12月からは平日の30分～2時間のみへ縮小となった。
この番組が放送されていた時間帯は、開局当初（InterFM NAGOYA時代）は、InterFM（現InterFM897）とのサイマル放送になっていたため、『InterFM Music Mix』（現『InterFM897 Music Mix』）を放送していた。その後、2014年10月から2015年9月まで金曜と土曜に『TRANSAMERICA ADRENALINA -Mix from Brasil-』というブラジル音楽を取り扱うトランスアメリカ製作の番組が放送された。現在の名称への変更により、『InterFM Music Mix』は『Music Mix』と変更し、月曜から土曜までに枠変更もされて、さらに1年間放送されていた。

## 放送内容

### 現在
上記の概要にも記載している通り、2018年4月の番組再開後からは選曲ジャンルが邦楽に変更され、邦楽のみにら特化したノンストップMix番組として放送されている。
選曲される楽曲は1990年代以降のみとなっており、それ以前の楽曲が流れることは殆ど無い。その一方、全てのフィラー番組でバラバラに選曲されていたガールズバンドの楽曲は当番組の担当することになった。

### 過去
「日本の誇る音楽エンタテインメントサウンド」というテーマのため、かかる曲は邦楽、中でもアイドルの曲やアニメソング・声優の曲などサブカルチャー寄りの曲がセレクトされている。また番組内でかかる曲は、Radio NEOの夕方以降に放送されている番組のパーソナリティやその番組でかかる曲が多く、宣伝番組的な色合いも多く見受けられた。

## 放送時間

### 現在
- 毎週金曜 20:00 - 21:00（2019年9月6日 - ）

2018年10月から最終金曜 20:00 - 22:00は「MAG!C☆PRINCEのCheerラジ」の生放送が行われるため、当番組は休止となる。

### 過去
2018年10月6日 - 2019年5月25日
- 毎週土曜 19:00 - 20:00

2018年10月1日 - 2019年8月30日
- 毎週月曜 - 火曜・木曜 - 金曜 20:00 - 21:00

2018年10月1日 - 10月5日
- 毎週月曜 - 火曜・木曜 - 金曜 20:00 - 21:00
- 毎週月曜 - 金曜 22:00 - 22:30
- 毎週土曜 19:00 - 20:00

2018年4月2日 - 9月29日
- 毎週月曜 - 火曜・木曜 - 金曜 22:00 - 23:00
- 毎週土曜 19:00 - 20:00

2017年10月1日（2日深夜） - 10月31日（11月1日深夜）
- 毎週月曜 25:00 - 26:00
- 毎週火曜 25:00 - 26:00[注 4]

2017年4月3日 - 9月28日（29日深夜）
- 毎週月曜 23:00 - 24:00、25:00 - 26:00
- 毎週火曜 24:00 - 26:00[注 4]
- 毎週水曜・木曜 23:00 - 25:00

2016年12月2日（1日深夜） - 2017年3月30日（31日深夜）
- 毎週月曜 25:00 - 26:00
- 毎週火曜 24:00 - 26:00[注 4]
- 毎週水曜 24:30 - 25:00
- 毎週木曜 24:00 - 25:00

2016年10月2日（1日深夜） - 12月1日（11月30日深夜）
- 毎週月曜 25:00 - 29:00
- 毎週火曜 24:00 - 29:00[注 4]
- 毎週水曜 24:30 - 25:00、26:00 - 29:00
- 毎週木曜 24:00 - 25:00、26:00 - 29:00
- 毎週金曜 27:00 - 29:00
- 毎週土曜 26:00 - 29:00